# Bobby Smith (futbolista)
Robert "Bobby" Smith (Trenton; 29 de marzo de 1951) es un exfutbolista estadounidense que jugó como defensa. En 1997, la Universidad Rider lo incorporó a su Salón de la Fama.

## Selección nacional
El 12 de agosto de 1973 debutó con Estados Unidos en un encuentro amistoso contra Polonia que finalizó con victoria de 1-0 a favor del combinado estadounidense tras el gol de Al Trost.

### Participaciones en clasificatorias
| Clasif.              | Sede   | Resultado | Part. | Goles |
| -------------------- | ------ | --------- | ----- | ----- |
| Clasif. Mundial 1978 | Varias | Eliminado | 4     | 0     |

## Clubes
| Club               | País           | Año       |
| ------------------ | -------------- | --------- |
| Philadelphia Atoms | Estados Unidos | 1973-1975 |
| Dundalk (cesión)   | Irlanda        | 1974-1975 |
| New York Cosmos    | Estados Unidos | 1976-1978 |
| San Diego Sockers  | Estados Unidos | 1979      |
| Philadelphia Fury  | Estados Unidos | 1980      |
| Philadelphia Fever | Estados Unidos | 1980-1981 |
| Montreal Manic     | Canadá         | 1981      |

## Palmarés

### Títulos nacionales
| Título                       | Equipo             | País           | Año  |
| ---------------------------- | ------------------ | -------------- | ---- |
| North American Soccer League | Philadelphia Atoms | Estados Unidos | 1973 |
| North American Soccer League | New York Cosmos    | Estados Unidos | 1977 |
| North American Soccer League | New York Cosmos    | Estados Unidos | 1978 |